# چرک گازه
چرک گازه، روستایی در دهستان سرچهان بخش مرکزی شهرستان سرچهان در استان فارس ایران است.

## جمعیت
بر پایه سرشماری عمومی نفوس و مسکن در سال ۱۳۹۵، جمعیت این روستا برابر با ۱۰۰ نفر (۲۹ خانوار) بوده‌است.